# 연대의 딸

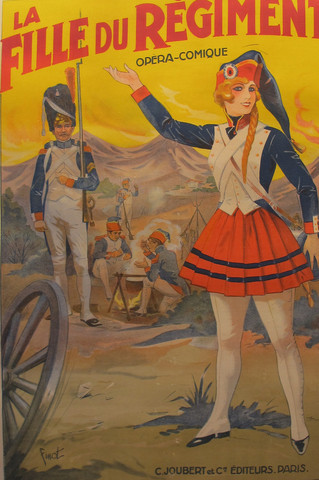

연대의 아가씨(프랑스어: La fille du régiment)는 가에타노 도니체티가 작곡한 2막의 오페라 코미크이다. Jules-Henri Vernoy de Saint-Georges와 Jean-François-Alfred Bayard가 프랑스어 대본은 완성하였다. 1840년 2월 11일 파리의 오페라 코미크에서 초연되었다. 같은해에 이탈리아 판으로 개정되었다.

## 등장인물
- 마리 - 연대의 아가씨, 소프라노
- 토니오 - 그녀를 사랑하는 티롤의 농부, 테너
- 쉴피스 - 상사, 베이스
- 마르키스 - 소프라노
- 비르캉펠 후작 부인 - 메조소프라노
- 오르탕시오 - 그녀의 집사, 베이스
- 농부 - 테너
- La Duchesse de Crackentorp, 소프라노
- 프랑스 군인들, 스위스 농부들, 후작 부인의 하인들, 공증인, 마르키스의 친구들 등

## 줄거리
19세기 초반 볼로냐 근방

### 1막
마리는 전쟁터에서 프랑스 제2연대의 병사들에게 발견되어, 그들의 딸로 입양되었다. 장성한 마리는 어느날 스위스 티롤의 농부인 토니오에 의해 목숨을 건지게 되며, 그를 사랑하게 된다. 그러나 마리는 연대의 속해있기로 맹세했기 때문에, 토니오는 군대에 들어간다. 어느랄 비르캉펠 후작에게서 잃어버린 자신의 조카란 것이 알려진 후, 토니오와 연대와 멀리 떨어져, 후작 부인을 따라가게 된다.

### 2막
후작 부인의 성에서, 부상병이 되어 성에 같이 살고 있는 쉴피스와 대화를 나눈다. 그녀는 Craquitorpi 공작 부인의 아들과 결혼하기로 예정되었으나, 성 근처에 토니오와 군사들이 도착하여 군대의 음악을 듣게 된다. 마리는 기뻐하며 토니오 품에 안기고, 연대로 다시 돌아가기로 결심한다. 공작 부인이 도착하여 결혼할 신부가 어디있냐고 호통치다가, 물러난다. 사실 마리는 후작 부인의 사생아로, 고귀한 귀족과의 결혼으로 마리를 잃어버린 자신의 죄를 보상하고 싶었다고 말한다. 그러나 후작 부인은 마리가 다시 돌아가기를 허락하고, 다들 기뻐하는 가운데 마리는 토니오와 결혼한다.

## 참고 문헌
The Opera Goer's Complete Guide by Leo Melitz. 1921 version.